# (73534) Liviasavioli
(73534) Liviasavioli est un astéroïde de la ceinture principale aréocroiseur.

## Description
(73534) Liviasavioli est un astéroïde aréocroiseur. Il présente une orbite caractérisée par un demi-grand axe de 2,21 UA, une excentricité de 0,27 et une inclinaison de 6,6° par rapport à l'écliptique.

## Compléments